# Vellosiella
Vellosiella é um género botânico pertencente à família Scrophulariaceae.